# Veinte otra vez
Veinte otra vez (en hangul, 두번째 스무살; romanización revisada, Dubeomjjae seumusal) es una serie de televisión surcoreana de 2015 protagonizada por Choi Ji Woo, Lee Sang-yoon, Choi Won Young, Kim Min Jae, y Naeun. Fue transmitida por TVN desde el 28 de agosto hasta el 17 de octubre de 2015, los viernes y sábados a las 20:30 en 16 episodios.

## Sinopsis
Ha No-ra alguna vez soñó con ser una bailarina profesional, pero inesperadamente queda embarazada a los 19 años y tiene que dejar la escuela y casarse. Por las siguientes dos décadas, su vida se centra en ser una ama de casa y madre. Con 38 años y al borde del divorcio, No-ra es diagnosticada con cáncer pancreático terminal, con un pronóstico de vida de seis meses. Así que decide volver a la escuela para experimentar la vida universitaria por primera vez. Entre los universitarios de primer ingreso se encuentran su hijo de 20 años Kim Min-soo y su novia Oh Hye-mi, quienes están horrorizados por tener a Ha No-ra como su compañera de clases. Sin que se entere No-ra, su marido Kim Woo-chul recientemente acepta un trabajo de profesor de psicología en la misma universidad, y su susceptible profesor de artes teatrales resulta ser Cha Hyun-seok, quien estaba secretamente enamorado de No-ra en la secundaria.

## Reparto
- Choi Ji-woo Como Ha No-ra. 
  - Ha Seung-ri Como joven No-ra.
- Lee Sang-yoon como Cha Hyun-seok.
  - Kim Hee-chan como joven Hyun-seok.
- Choi Won-young como Kim Woo-chul. 
  - Kang Tae-oh Como joven Woo-chul.
- Kim Min-jae como Kim Min-soo.
- Han Sung-yeon como Hyun-Jung.[5]
- Son Na-eun como Oh Hye-mi.
- Jung Soo-young como Ra Yoon-young.
  - Im Ji-hyun como Young Yoon-young.
- Noh Young-hak como Na Pronto-nam.
- Choi Yoon-Tan como Shin Sang-ye.
- Jin Ki-joo como Park Seung-hyun.
- Lee You-jin como Lee Dae-seong.
- Kim Kang-hyun como Seo Dong-chul.
- Ban Hyo-jung como Seo Woon-hae, abuela de Ha No-ra (cameo).
- Cha Bo-sung como el representante de la facultad.
- Lee Jae-joon como Dan.

## Recepción

### Audiencia
En azul la audiencia más baja y en rojo la más alta, correspondientes a las empresas medidoras TNms y AGB a nivel nacional.
| Ep. # | Fecha de estreno         | Cuota de pantalla nacional | Cuota de pantalla nacional | Cuota de pantalla nacional |
| Ep. # | Fecha de estreno         | Nielsen                    | TNmS                       |                            |
| ----- | ------------------------ | -------------------------- | -------------------------- | -------------------------- |
| 1     | 28 de agosto de 2015     | 4.4%                       | 3.57%                      |                            |
| 2     | 29 de agosto de 2015     | 3.6%                       | 3.16%                      |                            |
| 3     | 4 de septiembre de 2015  | 4.4%                       | 4.66%                      |                            |
| 4     | 5 de septiembre de 2015  | 5.2%                       | 4.62%                      |                            |
| 5     | 11 de septiembre de 2015 | 5.1%                       | 4.38%                      |                            |
| 6     | 12 de septiembre de 2015 | 5.6%                       | 4.90%                      |                            |
| 7     | 18 de septiembre de 2015 | 4.9%                       | 4.96%                      |                            |
| 8     | 19 de septiembre de 2015 | 6.0%                       | 6.27%                      |                            |
| 9     | 25 de septiembre de 2015 | 5.8%                       | 5.91%                      |                            |
| 10    | 26 de septiembre de 2015 | 5.2%                       | 5.53%                      |                            |
| 11    | 2 de octubre de 2015     | 5.4%                       | 5.09%                      |                            |
| 12    | 3 de octubre de 2015     | 5.9%                       | 6.97%                      |                            |
| 13    | 9 de octubre de 2015     | 6.9%                       | 6.08%                      |                            |
| 14    | 10 de octubre de 2015    | 6.3%                       | 7.06%                      |                            |
| 15    | 16 de octubre de 2015    | 6.1%                       | 6.50%                      |                            |
| 16    | 17 de octubre de 2015    | 7.0%                       | 7.23%                      |                            |

### Premios y nominaciones
| Año  | Premio       | Categoría              | Nominado    | Resultado |
| ---- | ------------ | ---------------------- | ----------- | --------- |
| 2016 | tvN10 Awards | Actriz mejor           | Choi Ji-woo | Nominado  |
| 2016 | tvN10 Awards | Dos Premio de Estrella | Choi Ji-woo | Nominado  |

## Emisión internacional
- Filipinas: ABS-CBN (Jeepney TV y Asianovela Channel) (2017-2018).
- Hong Kong: Big Big Channel (2016).
- Latinoamérica: Netflix.
- Panamá: SERTV (2017).
- Perú: Panamericana (2016) y Willax (2019).
- Singapur: VV Drama (2015).
- Taiwán: EBC (2016) y TTV (2018).